# Max Payne
Max Payne je TPS (Third-Person Shooter) akční střílečka, vyvinutá firmou Remedy Entertainment, produkovaná 3D Realms a vydaná Gathering of Developers v červenci 2001 pro Windows. Hra byla později portovaná pro Xbox, PlayStation 2 a GameBoy Advance. Vše bylo vydáno firmou Rockstar Games. Port pro Macintosh byl vydán v červenci 2002 firmou Macsoft v Severní Americe a firmou Feral Interactive ve zbytku světa. Existovaly také plány pro port na Dreamcast, byly ale zrušeny z důvodu ukončení konzole. Max Payne byl znovu vydán 29. dubna 2009 jako stahovatelná hra v plánu Xbox Originals pro Xbox 360.
Max Payne byla jedna z prvních videoher, která měla v gameplayi tzv. „bullet time“, jenž se poprvé vyskytl ve filmu The Matrix. Funguje na principu zpomalení času, aby se postavy mohly vyhnout kulkám. Hra obsahuje temný filmový styl (gritty film noir style) a komiksové panely (s dabingem) namísto cut-scén, které vyprávějí příběh hry. Max Payne je výrazně ovlivněn hongkongským akčním filmovým žánrem, především režisérem Johnem Woo, stejně jako cynickými detektivními příběhy od autorů, jako je například Mickey Spillane. Hra také obsahuje spoustu odkazů na Severskou mytologii, především mýtus Ragnaröku a několik jmen severských bohů a legend.
Max Payne obdržel mnoho pozitivních recenzí od kritiků, kteří ho chválili za vzrušující přestřelky a použití noir vyprávění. Podle Take-Two Interactive se do 12. března 2008 prodalo přes 7 milionů kusů. 

## Gameplay
Max Payne je TPS, ve které hráč ovládá hlavní postavu, Maxe Paynea. Po většinu hraní probíhají přestřelky ve zpomaleném čase (bullet-time), který si hráč může libovolně zapnout. Levely jsou uzavřené v místnostech, ale jsou prokládané uzavřenými venkovními prostory a řešením puzzlů. Dějová přímka hry následuje vnitřní Payneův monolog, ve kterém se vrací k událostem, které se udály. Několik herních levelů jsou surrealstické a symbolické noční můry a Payneovi halucinace vzniklé z požití drog.
Zpočátku je hráčova jediná zbraň 9mm Beretta 92, polo-automatická pistole. Při pokračování příběhu se může hráč dostat k ostatním zbraním jako jsou Desert Eagle .50, pumpovací brokovnice (Winchester 1300), upilované nebo automatické (Pancor Jackhammer) brokovnice, samopal (MAC-10), karabina (Colt Commando), granátomet M79 a puška s optickým hledím (Steyr SSG 69). Dále jsou ve hře dostupné také olověné trubky, baseballová pálka, Molotovův koktejl a granáty. Některé zbraně mohou být drženy hlavní postavou v obou rukách. Hlavní postavě se obnovuje zdraví požitím tzv. léků (painkillers), které hráč sbírá. Umělá inteligence nepřátel je hodně závislá na předskriptovaných příkazech: většina z inteligentního chování (krytí za překážkou, utíkání před hráčem nebo hod granátem) je předskriptovaná.
Gameplay Maxe Paynea je založen na Bullet timu, formě slow motion (zpomalený čas). Když je spuštěn, tok času je zpomalen natolik, že jde vidět pohyb letící kulky okem a umožňuje Maxovi konat speciální pohyby. Přestože je Maxův pohyb také zpomalen, hráč je stále schopný zamířit a reagovat v reálném čase, což poskytuje jedinečnou výhodu nad početnějšími nepřáteli. Občas, po zabití posledního nepřítele ze skupiny, se přepne kamera do kroužícího pohledu na padající tělo. Podobně, kamera může následovat dráhu kulky vystřelené z odstřelovací pušky.
Většina nepřátel má větší odolnost než Max, pozdější nepřátelé dokáží dokonce přežít dvakrát nebo třikrát více zásahů než hráčova postava. Hra obsahuje několik obtížností. "Dead on Arrival" mód, jenž umožňuje hráči pouze sedm uložení během kapitoly a mód "New York Minute" nutí hráče dokončit kapitolu předtím, než mu doběhne vyhrazený čas, který se doplňuje zabíjením nepřátel. Po dokončení módu "Dead on Arrival" se hráči odemkne "The Last Challenge" ("End Combat" nebo "Final Battle" v odlišných verzích). Obsahuje boj tentokrát v nekonečném bullet timeu proti 20 "Killer Suit" zabijákům.

## Verze pro Game Boy Advance
GBA verze hry byla vyvinutá v roce 2001 firmou Mobius Entertainment Ltd (nyní známou jako Rockstar Leeds). Od doby, kdy byla hra vyvinuta pro mnohem silnější platformy, se tato verze velmi oddálila od PC verze a Xboxovému a PS2 portu. Místo 3D střílečky je hra založena na spritové grafice a zobrazuje hru z izometrického pohledu. Nicméně, gameplay je velmi podobný originálu, používající při hraní polygonální grafiku pro postavy. Příběh taktéž zůstal stejný jako na PC, avšak některé levely z originálu jsou vynechány a hra stále obsahuje velkou část původních komiksů, také s dabingem.

## Vývoj
Remedy Entertainment rozvíjeli nápad střílečky z pohledu třetí osoby už v roce 1996, po dokončení Death Rally (jejich první hry), inspirované hrou Loaded a úspěchem Tomb Ridera (chtěli se však vyhnout "příšernému kamerovému systému"). Pro scenáristu a spisovatele skriptů Sama Lakea byl: "Výchozím bodem archetyp soukromého, cynického detektiva. Když bude použit ve hře, tak jí dodá hlubší, více psychologičtější příběh". 
Herní prototyp a designové dokumenty projektu, s pracovními názvy Dark Justice a Max Heat (slovní hříčka na TV show zvanou Dick Justice a pornografický film Max Heat, obojí se objevilo v druhém dílu), byly brzo vytvořeny a ukázány v 3D Realms, kteří podepsali dohodu o vývoji. Poté započala výroba. 
Hudba pro tuto hru byla složena Kärtsyem Hatakkaou. Remedy použily svůj vlastní engine, který se nazývá MaxFX ( nebo MAX-FX, na začátku roku 1997), který byl použit v Max Payneovi a jeho pokračování; MaxFX editor úrovní také obsahovalo vydání hry. První veřejný trailer, na E3 v roce 1998, ukazoval dřívější verzi herního příběhu a gameplaye. Získal velký zájem díky inovativnímu obsahu a efektům (speciálně 3D particle-based system z enginu MaxFX za kouř a světelné efekty), i když 3D Realms producenti později oznámili, že se chtějí vyhnout přecenění hry. Max Payne měl být původně vydán v létě roku 1999, nicméně opakované odložení a dostání významného vylepšení roku 2000 (zejména byla vylepšena herní grafika do mnohem realističtější textur a osvětlení, zatímco multiplayerový mód byl vypuštěn). Hra byla nakonec vydaná pro Windows 23. července 2001.

## Recenze
| Hodnocení           | Hodnocení |
| ------------------- | --- |
| Souhrnné hodnocení  | |
| Stránka             | Souhrnné hodnocení |
| GameRankings        | 89.24% |
| Hodnocení v recenzi | |
| Uveřejnění          | Hodnocení |
| GamePro             | 4.5 z 5 |
| GameSpot            | 9.2 |
| GameZone            | 9.2 |
| IGN                 | 9.5 |
| Ocenění             | |
| Cena od             | Cena |
| BAFTA               | Nejlepší PC hra roku 2001                                                                                                |
| IGN                 | Zvolena čtenáři nejlepší hrou roku, Zvolena čtenáři hrou s nejlepším příběhem roku 2001, nejlepší grafika, Nejlepší zvuk |
| GameSpot            | Zvolena čtenáři hrou roku 2001, Zvolena čtenáři single-action hrou roku 2001                                             |

Max Payne byl dobře přijatý kritikou s PC a Xbox verzí, obě verze mají momentálně na Metacritic 89 % (jeden bod k 90 % nebo "Universal Acclaim". BBC recenze označila hru jako "atmosférickou third person střílečku, inspirovanou filmy Johna Woo a The Matrix, podmanivou grafikou a dráždivými akčními sekvencemi" a vychvalovala ji pro grafiku, gameplay a detaily hry.
Hra vyhrála mnoho výročních cen pro rok 2001, např.: Nejlepší PC hra (Best PC Game) od British Academy of Film and Television Arts, Cena zlatého joysticku (Golden Joystick Award) od Dennis Publishing, Návštěvnické ceny nejlepších PC her na European Computer Trade Show, Best Game of 2001, Best Graphics in a PC Game, a Best PC Action Game od The Electric Playground, Readers Choice Best Game a Best PC Game by Pelit, Computer Game of the Year od The Augusta Chronicle, Best PC Game of 2001 od Amazon.com; PC Game of the Year od Shacknews a Gamezone; The Best of 2001 – PC by Game Revolution; Reader's Choice Game, Best Single Player Action Game, a Best Xbox Game od Gamespot; Readers' Choice Game of the Year, Best Storyline, Best Graphics a Best of Use of Sound, Best Adventure Game (Xbox) a Editor's Choice by IGN, Gamers Choice Award (Xbox) od Games Domain, Best Game Character a Best Game Cinematography od Eurogamer, Best Gimmick od GameSpy (druhý v Best Ingame Cinematics a Best Movie Trailer kategoriích), Editor's Choice a Best Innovation Destined for Overuse od Computer Gaming World and Editor's Choice od Game Revolution. IGN napsalo: "Tato hra dostala tolik hlasů od čtenářů, že jsme se rozhodli vytvořit novou kategorii, nazvanou new Best Max Payne Game of 2001 category (kategorii nové nejlepší Max Payne hry roku 2001)."
Max Payne byl také druhý v ceně Best of Show na Electronic Entertainment Expo v roce 1998 (raná verze), taky obdržela několik ocenění Her měsíce (Seal of Excellence od Adrenaline Vault) a v dubnu 2005 byla zařazena na 41 místo v seznamu 50 nejlepších her všech dob (Best Games of All Time) od PC Gamer.

## Pokračování a odkazy v kultuře
Pokračování hry pojmenované Max Payne 2: The Fall of Max Payne bylo vydáno v roce 2003. V březnu 2009 Rockstar Games oznámili hru Max Payne 3, která byla vydaná v březnu 2012 na PC, PlayStation 3 a Xbox 360. Na základě příběhu počítačové hry vyšel v roce 2008 stejnojmenný film Max Payne, ve kterém hrál Mark Wahlberg jako Max a Mila Kunis jako Mona.
Děj se odehrává v New Yorku, městě gangsterů, drog, korupce, spiknutí a násilí. Hlavním hrdinou je policista, který se marně snaží zbavit město špíny a střetne se se zločinci, kteří mu usilují o život. Rozplete nitky distribuce tajuplné drogy Valkýry a seznámí se se zabijákem s krásnou tváří – Monou Sax.

## Odlišnosti ve filmu
- Ve hře Maxovu ženu a dítě zabila Nicole Horneová, ale ve filmu BB.
- Ve hře je Maxův kolega a parťák Alex Balder plešatý a má brýle, ale ve filmu je zarostlý a má dlouhé vlasy.
- Ve hře je postava BB mnohem mladší než ve filmu.
- Ve hře je policista Jim Bravura starý pán v důchodovém věku, ale ve filmu je mladý Afroameričan.
- Ve filmu se na rozdíl od hry objevují démonické bytosti Valkýry.